# 大東電報局

大東電報局標誌（1999年）

大東電報局（英語：Cable & Wireless）是英國一間老牌電訊公司，在1860年成立，曾是香港電訊及澳門電訊的大股東。

## 历史
1872年，英國商人John Pender合併數家當時以海底電纜經營國際電報服務的公司，成立 Eastern Telegraph Company（大東電報局），成為全球第一家國際電報業務公司，亦是當時世界營運規模最大的公司。
1901年，意大利工程師古列爾莫·馬可尼成功以無線電傳遞訊息。1929年，大東電報局（Eastern Telegraph Company） 與馬可尼無線電報公司合併，並改名為Imperial and International Communications，及至1934年易名為Cable & Wireless， 而中文名字一直沒有改變，一直至今。「大東電報局」在英國政府的主導下，主宰了香港百多年來的電訊發展。
1918年，第一次世界大戰結束，大英帝國領土占地球四分之一面積，大東電報成為帝國通訊中樞。
1939年，第二次世界大戰爆發，大東肩負戰場通訊及破壞敵國通訊之責任。
1947年，英聯邦成立通訊委員會後，將大東收歸國有。
1979年，信奉自由市場的保守黨新政府上臺，兩年後將大東私有化。由於大東電報局的大部分業務不在英國本土，私有化的政治阻力最低，因此成为英國首相戴卓爾夫人執政期間首批被私有化的公司。
1981年，大東重組，在香港正式註冊為「大東電報局（香港）有限公司」，英國政府為最大股東。1983年，香港大東電報局從怡和旗下的置地收購香港電話公司，從此香港對內和對外的通訊服務，全由大東包辦。
1982年，大東成立水星通訊，在英國本土經營電訊服務。
1983年，大东电报局与深圳市政府成立中国第一家合资电信运营企業——深大电话有限公司。
1988年，香港大東電報局與香港電話公司合併，成立「香港電訊」。1990年後香港電訊重組，主要原因是要面對市場開放。加上香港即將交還中國，香港大東電報局亦易名為「香港國際電訊有限公司」，消除英國色彩。同年全球業務擴展，職員總數達37681人。
私有化後，大東電報局開始削減成本，但同時間管理層卻在大加酬金及股息，這些舉措確實令股價有一定起色，但管理層在廿一世紀初的科網熱潮下，大肆投資互聯網骨幹網（internet backbone），把其他業務陸續出售，其中最著名的交易便是把香港電訊，出售予李澤楷的盈科數碼動力，以換取電訊盈科（008）的股份。
1999年，業務重心由電訊轉向企業IP及數據服務，但遇上科網和電訊熱潮退卻，招致重大虧損，財政狀況惡化。此後大東在債務纏身下苦苦支撐，市值大萎縮，要不斷沽售家當自保，包括分拆澳門及加勒比海等四個小市場的業務，但管理層卻照加薪如儀，引發股東連番聲討。2002年，債券被降為垃圾級，剔出富時100指數。
2010年3月26日，大東電報局分拆成大東環球和大東通訊。2012年4月23日，沃达丰斥資10.4億英鎊（約130億港元）收購大東環球，平均每股作價38便士，於2013年4月1日正式在倫敦交易所退市。
2015年11月17日，自由全球以36億英鎊（51.2億歐元）收購大東通訊。